# Oskar Curio
Oskar Curio (28 de fevereiro de 1918 - 9 de Agosto de 1981) foi um comandante de U-Boot que serviu na Kriegsmarine durante a Segunda Guerra Mundial.